# Oudemansiella australis
Oudemansiella australis är en svampart som beskrevs av G. Stev. & G.M. Taylor 1964. Oudemansiella australis ingår i släktet Oudemansiella och familjen Physalacriaceae.   Inga underarter finns listade i Catalogue of Life.